# 宅度假
宅度假（英語：Staycation），是因为2019冠状病毒病所衍生的新詞，源自於各國因應疫情所實行的封城措施，由於民眾長期不能離開常住的城市，所以折衷地入住本地的酒店度假。
英語Staycation常與Staycaution混淆，但Staycaution也代表要對病毒保持警惕。

## 好處
由於缺乏外國到訪的旅客，宅度假成為了酒店重要的收入來源，以支付部分營運成本，各酒店紛紛推出優惠作招徠。